# Meeting Areva 2011
Meeting de Paris 2011 byl lehkoatletický mítink, který se konal 8. července 2011 v Paříži. Byl součástí série mítinků Diamantová liga.

## Výsledky
- Archiv výsledků zde [1]

### Muži
| Disciplína      | 1. místo                            | 2. místo                     | 3. místo                      |
| 200 m           | Usain Bolt 20,03                    | Christophe Lemaitre 20,21    | Darvis Patton 20,59           |
| 400 m           | Chris Brown 44,94                   | Jonathan Borlée 45,05        | Jermaine Gonzales 45,43       |
| 1500 m          | Amine Laâlou 3:32,15                | Asbel Kipruto Kiprop 3:33,04 | Bernard Lagat 3:33,11         |
| 110 m překážek  | Dayron Robles 13,09                 | David Oliver 13,09           | Dwight Thomas 13,18           |
| 3000 m překážek | Mahiedine Mekhissi-Benabbad 8:02,09 | Ezekiel Kemboi 8:07,14       | Benjamin Kiplagat 8:08,43     |
| Skok do výšky   | Jaroslav Bába Alexej Dmitrik 232 cm | – –                          | Ivan Uchov 230 cm             |
| Skok o tyči     | Renaud Lavillenie 573 cm            | Jérôme Clavier 563 cm        | Konstadinos Filippidis 563 cm |
| Skok daleký     | Irving Saladino 840 cm              | Chris Tomlinson 835 cm       | Greg Rutherford 827 cm        |
| Hod diskem      | Robert Harting 67,32 m              | Piotr Małachowski 67,26 m    | Gerd Kanter 67,24 m           |

### Ženy
| Disciplína     | 1. místo                       | 2. místo                            | 3. místo                          |
| 100 m          | Kelly-Ann Baptiste 10,91       | Veronica Campbellová-Brownová 10,95 | Kerron Stewartová 11,04           |
| 800 m          | Caster Semenyaová 2:00,18      | Halima Hachlaf 2:00,60              | Jennifer Meadowsová 2:00,74       |
| 5000 m         | Meseret Defarová 14:29,52      | Sentayehu Ejigu 14:31,66            | Mercy Cherono 14:35,13            |
| 400 m překážek | Zuzana Hejnová 53,29           | Kaliese Spencerová 53,45            | Natalja Anťuchová 54,41           |
| Trojskok       | Yargelis Savigneová 14,99 m    | Olga Saladuchová 14,81 m            | Olga Rypakovová 14,48 m           |
| Vrh koulí      | Valerie Adamsová 20,78 m       | Nadzeja Astapčuková 20,49 m         | Jillian Camarena-Williams 20,18 m |
| Hod oštěpem    | Christina Obergföllová 68,01 m | Barbora Špotáková 67,57 m           | Marija Abakumovová 65,12 m        |